# Magen David Adom

Röda kristallen

Magen David Adom (he:מגן דוד אדום) är Israels officiella organisation för akut sjukvård, blodbanker, ambulanser och liknande. Organisationen är genom sitt medlemskap i Internationella rödakors- och rödahalvmånefederationen en del av den internationella rödakorsrörelsen.
Namnet betyder ungefär "Davids sköld" på hebreiska .
Organisationen sökte medlemskap i internationella rödakorsrörelsen under många år, men blev nekad fram till 2006. Ärendet har varit kontroversiellt, dels på grund av de muslimska ländernas ovilja att acceptera ett erkännande av den israeliska rörelsen och dels på grund av att Magen David Adom önskat inkludera sin röda davidsstjärna bland de officiella symbolerna i rödakorsrörelsen - något man varit ovillig till. I och med skapandet av den nya religiöst och politiskt obundna symbolen röda kristallen har frågan löst sig och Magen David Adom har accepterat den som sin symbol parallellt med den tidigare. Internationella Rödakorskommittén beslutade 22 juni 2006 att uppta Magen David Adom som fullvärdig medlem i organisationen, tillsammans med Palestinska Röda Halvmånen .